# Crystal Marie Fleming
Crystal Marie Fleming (nascida em 26 de novembro de 1981) é uma socióloga americana crítica radical, professora titular de sociologia e estudos africanos na Universidade Stony Brook (Nova York). Autora de livros sobre raça e supremacia branca, é reconhecida internacionalmente pelos escritos sobre racismo e antirracismo.

## Infância e educação
Crystal Marie Fleming nasceu em Chattanooga, Tennessee. Ela foi criada pela mãe em um ambiente religioso e sua família pertencia a uma igreja pentecostal negra.
Graduou-se em 2004, com grandes honras, em Sociologia e Francês pelo Wellesley College . Obteve seu Mestrado em Sociologia, em 2007, na Universidade de Harvard e, em 2011, concluiu, na mesma instituição, seu doutorado. Sua orientadora de doutorado  foi Michèle Lamont. Em 2012, ela ganhou o Prêmio Georges Lavau, pela Associação Americana de Ciência Política na modalidade dissertação em inglês sobre política na França.

## Carreira
Fleming é professora titular de Sociologia, Estudos Africanos e Estudos sobre Mulheres, Gênero e Sexualidade na Universidade de Stony Brook. Anteriormente, foi professora visitante na Universidade Charles de Gaulle - Lille III, em 2015. Ela é autora de dois livros: "Resurrecting Slavery: Racial Legacies and White Supremacy in France" e "How to Be Less Stupid About Race: On Racism, White Supremacy and the Racial Divide".

## Vida pessoal
Fleming se identifica como bissexual e queer.  Descreve que seu processo de se entender como mulher bi, foi uma jornada que exigiu tempo, vulnerabilidade e resiliência e, pela sua própria bifobia interiorizada, foi "chocante" e desafiador, tendo sofrido incompreensão também de outras mulheres lésbicas, até perceber que nem toda lésbica é bifóbica e conseguir parar de se importar com as que são. Sua mãe, no início, também teve dificuldade de aceitar seu relacionamento homoafetivo, aceitação essa que acabou vindo com o passar do tempo, com muitas conversas difíceis e com trabalho interior. Revela que encontrar apoio em sua família foi um processo que fortaleceu sua fé, sua paciência e sua capacidade de perdoar.

## Trabalhos selecionados
- Fleming, Crystal Marie (2017). Resurrecting Slavery: Racial Legacies and White Supremacy in France (em inglês). [S.l.]: Temple University Press. ISBN 9781439914090[6]
- Fleming, Crystal Marie (2018). How to Be Less Stupid About Race: On Racism, White Supremacy, and the Racial Divide (em inglês). [S.l.]: Beacon Press. ISBN 9780807050781[7]
- Fleming, Crystal Marie (2021). Rise Up!: How You Can Join the Fight Against White Supremacy (em inglês). [S.l.]: Henry Holt and Company (BYR). ISBN 978-1-250-22638-9